# جوزيف إف. وير جونيور
جوزيف إف. وير جونيور (بالإنجليزية: Joseph F. Ware, Jr.)‏ هو مهندس فضاء جوي ومهندس أمريكي، ولد في 8 نوفمبر 1969 في بلاكسبرغ في الولايات المتحدة، وتوفي في 23 أبريل 2012.